# Corydalis pseudomairei
Corydalis pseudomairei är en vallmoväxtart som beskrevs av Cheng Yih Wu, Z. Y. Su, Lidén. Corydalis pseudomairei ingår i släktet nunneörter, och familjen vallmoväxter. Inga underarter finns listade i Catalogue of Life.